# Sara Cherry
Sara R. Cherry este profesor de Microbiologie la Școala de Medicină Perelman la Universitatea din Pennsylvania. Cercetările ei includ studii genetice și mecanice ale interacțiunilor dintre virus și gazdă. În perioada pandemiei coronavirusului din 2019-2020 Cherry a urmărit să identifice noi strategii terapeutice.

## Tinerete si educatie
Cherry a crescut în Brooklyn. Mama ei s-a născut în Germania într-o tabără de persoane afectate de război și a migrat în Statele Unite. Tatăl ei era din Polonia și a trecut prin insula Ellis. Părinții ei au fost primii din familiile lor care au absolvit o școală de nivel superior și au devenit în cele din urmă profesori universitari la Brooklyn College. Mama ei a devenit șefă de catedră în departamentul de Audiologie la Brooklyn College.
În timpul studiilor ei la liceu, Cherry a făcut practică în laboratoare din New York, unde a studiat obiceiurile de hrănire ale amibei și ale roteoglicanilor. În cele din urmă, a studiat chimie la Universitatea din California, Berkeley, și a absolvit în 1994. În timpul cercetărilor sale pentru lucrarea de licență, a analizat noile căi de sinteză pentru structuri de medicamente cu Peter G. Schultz. S-a mutat la Institutul de Tehnologie din Massachusetts pentru cercetările sale de doctorat, unde a lucrat la recombinarea V (D) J cu David Baltimore. În timpul cercetărilor sale, ea a descoperit că, spre deosebire de ce se credea anterior, demetilarea nu a fost responsabilă pentru activarea recombinării V (D) J.
Cherry a devenit fascinată de virologie, sub încurajările lui Baltimore. Când a luat în considerare noi domenii de cercetare, Cherry știa că dorește să afle mai multe despre viruși și să dezvolte un protocol imparțial de screening genetic și sistematic. A fost implicată într-un program postdoctoral la Harvard Medical School, unde a lucrat Norbert Perrimon la dezvoltarea screening-ului de mare viteză pentru a monitoriza interacțiunile celulelor virus-gazdă .  

## Cercetare și carieră
În 2006 Cherry s-a alăturat Școlii de Medicină Perelman de la Universitatea din Pennsylvania. Aici și-a combinat experiența depistării ARN-ului cu interferențe mari (RNAi) cu alte tehnici de screening pe bază de celule. Cherry studiază patogeneza virală, care include atât modul în care virusurile se reproduc, cât și mecanismele antivirus din celulele gazdă. Ea este interesată de modul în care virușii atacă mecanismele dintr-o celulă, evadându-le pe cele de apărare. Ea studiază în principal virusuri ale omului care impactează ARN-ul, inclusiv virusul West Nile și virusul Zika, precum și alfavirusuri și bunyavirales. Virușii antropod conțin foarte puțină informație genetică (în jur de 11 kilobiți), dar pot infecta și se pot reproduce într-o varietate de gazde. Cercetarea ei se bazează în special în jurul organismul model drosofila, screening-ul de mare viteză, genomica funcțională și genetica avansată pentru a identifica mai bine genele care impactează ciclul de viață al unui virus.  În 2017, ea a demonstrat un inhibitor al virusului Zika, un virus purtat de țânțari, care a supraviețuit tratamentului. Virusul Zika intră în celulele umane prin endocitoză și se leagă de membrana exterioară a celulei prin clatrină. Cherry a demonstrat că antiviralele Nanchangmycin restricționează acest mod de intrare.  Alături de activitatea ei în domeniul de virologie, Cherry a început să analizeze pacienții cu leucemie acută pentru a înțelege mai bine cum vor răspunde la terapia avansată.  
În perioada pandemiei de coronavirus din 2019-2020 Cherry a urmărit să identifice noi strategii terapeutice, folosind biblioteca extinsă de molecule de dimensiuni mici pentru a identifica compuși chimici care sunt activi împotriva SARS-CoV-2. Ea a investigat Remdesivir, un antiviral dezvoltat pentru boala virusului ebola și cloroquina, un medicament antimalarian .  Ea a folosit instalația de screening de mare viteză la laboratorul de biosecuritate nivel-3 la Universitatea din Pennsylvania pentru a analiza mii de medicamente în acelasi timp. Remdesivir este un analog nucleozidic care încearcă să oprească răspândirea virusului, forțându-l să facă mișcări greșite atunci când își reproduce ARN-ul, determinând ruperea legăturilor în sine. De asemenea, ea a avut în vedere și terapiile care împiedică virusul să intre în celule, fie prin modificarea virusului sau a gazdei în sine. Tratamentul poate fi, de asemenea, sub forma unui interferon. Pentru a determina care dintre tratamente vor fi cele mai potrivite, Cherry caută să identifice proteinele folosite de SARS-CoV-2 pentru infecție.  Pe măsură ce disponibilitatea măștilor N95 de protecție a scăzut, Cherry a achiziționat mai multe costume respiratoare de purificare a aerului (PAPR), echipate cu hote cu baterii care circulă aer filtrat pentru membrii echipei sale de cercetare.

### Premii și onoruri
Premiile ei includ: 
- 2011 Burroughs Wellcome Investigators in the Pathogenesis of Infectious Disease Award[14][15]
- Premiile de excelență la Școala de Medicină din Perelman 2019, Premiul de cercetare biomedicală Stanley N. Cohen[16][17]

### Publicații selectate
Publicațiile sale includ (en): 
- A critical role for Dnmt1 and DNA methylation in T cell development, function, and survival (10.1016 / S1074-7613 (01) 00227-8)[18]
- Immunity in Drosophila melanogaster — from microbial recognition to whole-organism physiology (10.1038 / nri3763)[19]
- Autophagy is an essential component of Drosophila immunity against vesicular stomatitis virus (10.1016 / j.immuni.2009.02.009)[20]

Cherry lucrează la redacția Revistei de Medicină Experimentală. Face parte din consiliul de administrație al Societății de Medicină Funcțională de Precizie.